# 鹿児島県道68号鹿屋吾平佐多線
鹿児島県道68号鹿屋吾平佐多線（かごしまけんどう68ごう かのやあいらさたせん）は、鹿児島県鹿屋市から南大隅町に至る県道（主要地方道）である。

## 概要
鹿屋市から肝属郡錦江町田代地域を経て、肝属郡南大隅町佐多伊座敷に至る。鹿屋以南の大隅半島を縦断する。
総延長は96.8 km（2007年現在、以下同様）と鹿児島県内の県道では2番目に長い。ただし、重用区間（9.707 km）と未供用区間（6.431 km）を除いた実延長は80.662 kmとなり、この場合は3番目に長い県道となる。これとは別に、旧道扱いとなる区間（8.978 km）が鹿屋市内にある。改良率は99.8パーセント。
上述した「鹿屋市の北田交差点から南下し、南大隅町佐多へ至る路線」の他に県道68号として指定されている路線には、鹿屋市の錦江湾（鹿児島湾）沿いを通り国道220号と国道269号を結ぶ路線や、国道220号鹿屋バイパスの起点（笠野交差点、肝付町）から鹿屋市吾平地区へ南下し、鹿屋市吾平町下名で「北田交差点からの県道68号」へ合流する路線、鹿屋バイパス開通後の国道220号旧道がある。

## 歴史
- 1971年（昭和46年）6月26日 - 建設省（現・国土交通省）が主要地方道に指定。
- 1972年（昭和47年）3月24日 - 鹿児島県告示293号により認定[2]。当初から主要地方道として扱われている[注釈 2]。整理番号68。
- 1993年（平成5年）5月11日 - 建設省から、県道鹿屋吾平佐多線が鹿屋吾平佐多線として主要地方道に再指定される[3]。
- 2024年（令和6年）5月30日 - 大竹野上 - 大中尾の区間が落石除去工事のため通行止となる[4]。

## 路線データ
- 起点：鹿屋市[注釈 3]
- 終点：肝属郡南大隅町佐多伊佐敷（国道269号交点）

### 通過する自治体
- 鹿屋市
- 肝属郡肝付町
- 鹿屋市
- 肝属郡錦江町
- 肝属郡南大隅町

### 接続する路線
- 国道269号（鹿屋市高須町、鹿屋市北田町、鹿屋市寿）
- 国道504号（鹿屋市北田町）
- 国道220号（鹿屋市古江町、肝付町富山）
- 鹿児島県道73号鹿屋高山串良線（鹿屋市吾平町麓）
- 国道448号（錦江町田代）
- 鹿児島県道74号内之浦佐多線（南大隅町佐多伊座敷）
- 佐多岬ロードパーク

### 重複区間
- 鹿児島県道550号鹿屋環状線（鹿屋市笠之原町）
- 鹿児島県道73号鹿屋高山串良線（鹿屋市吾平町上名・吾平町麓交差点 - 鹿屋市吾平町上名・吾平町交差点）
- 鹿児島県道561号神之川内之浦線（鹿屋市吾平町上名 - 肝属郡錦江町城元）
- 鹿児島県道563号辺塚根占線（肝属郡錦江町田代川原）
- 鹿児島県道74号内之浦佐多線（肝属郡南大隅町佐多伊座敷）
- 鹿児島県道550号鹿屋環状線（鹿屋市川西町・田崎中入口交差点 - 鹿屋市川西町）

### 道路施設

#### トンネル
- 外之浦隧道：延長140 m、1965年（昭和40年）竣工、肝属郡佐多町
- 西方隧道：延長202 m、1977年（昭和52年）竣工、肝属郡佐多町

## ギャラリー

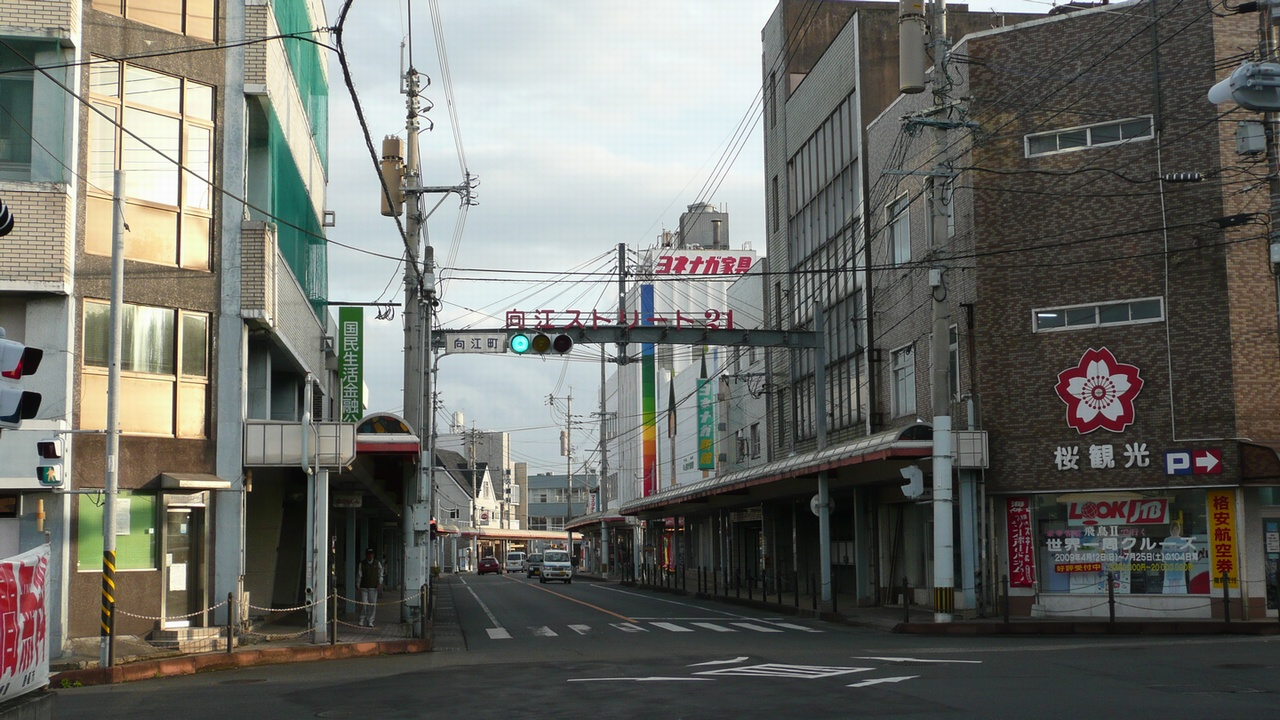
鹿屋市向江町
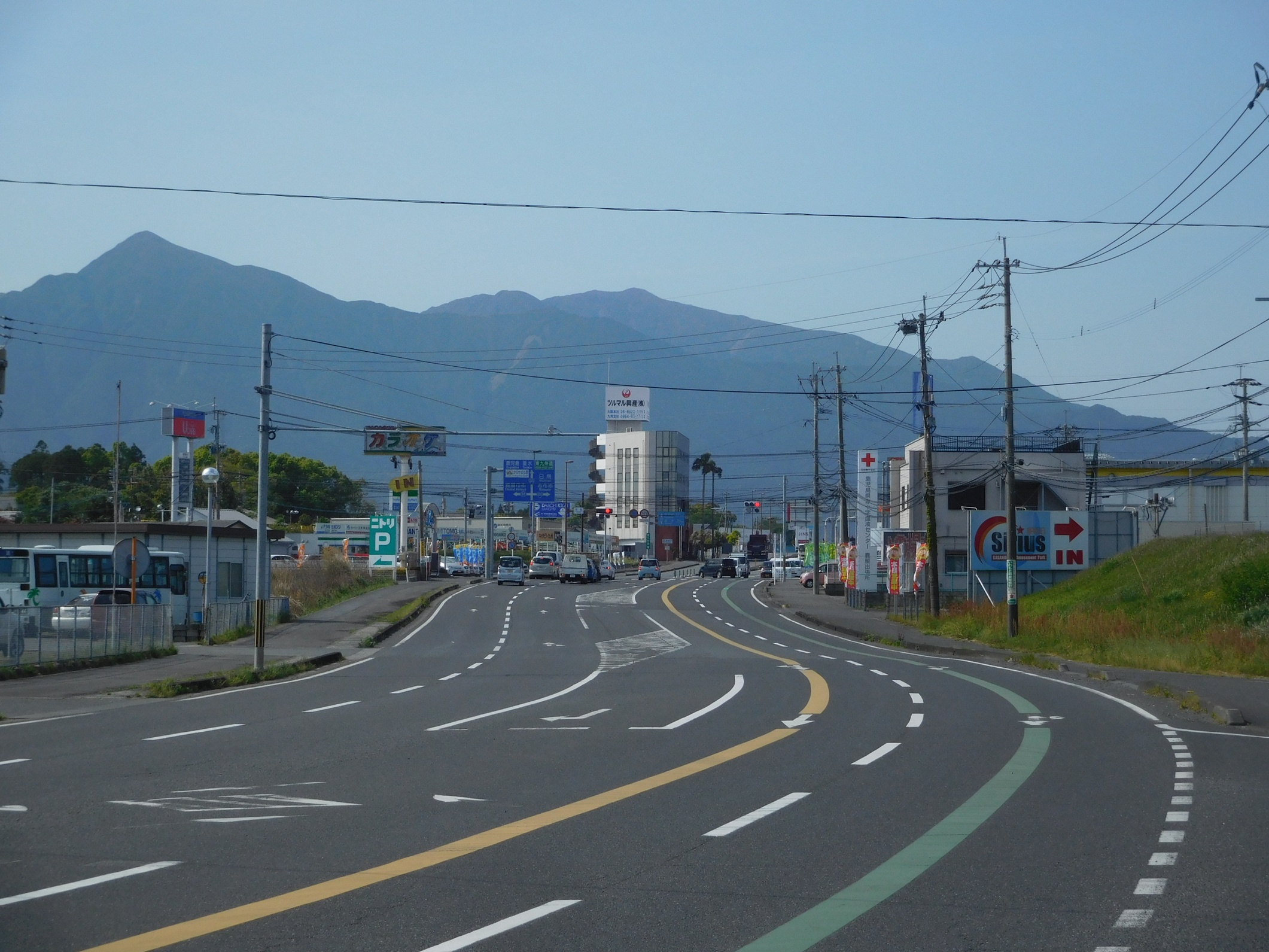
肝付町富山、大隅縦貫道の現道活用区間（旧：県道543号大隅高山停車場線）
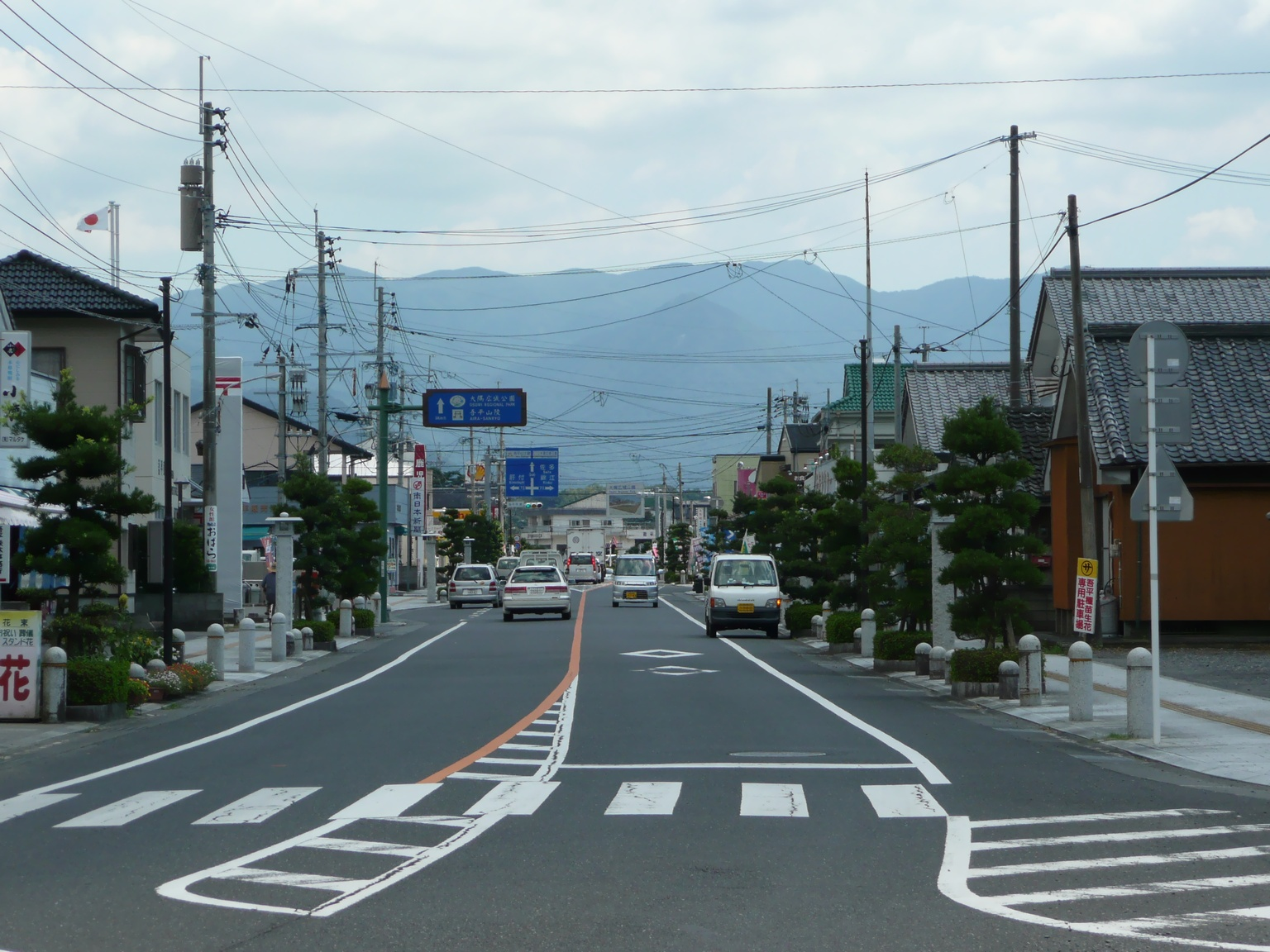
鹿屋市吾平町麓
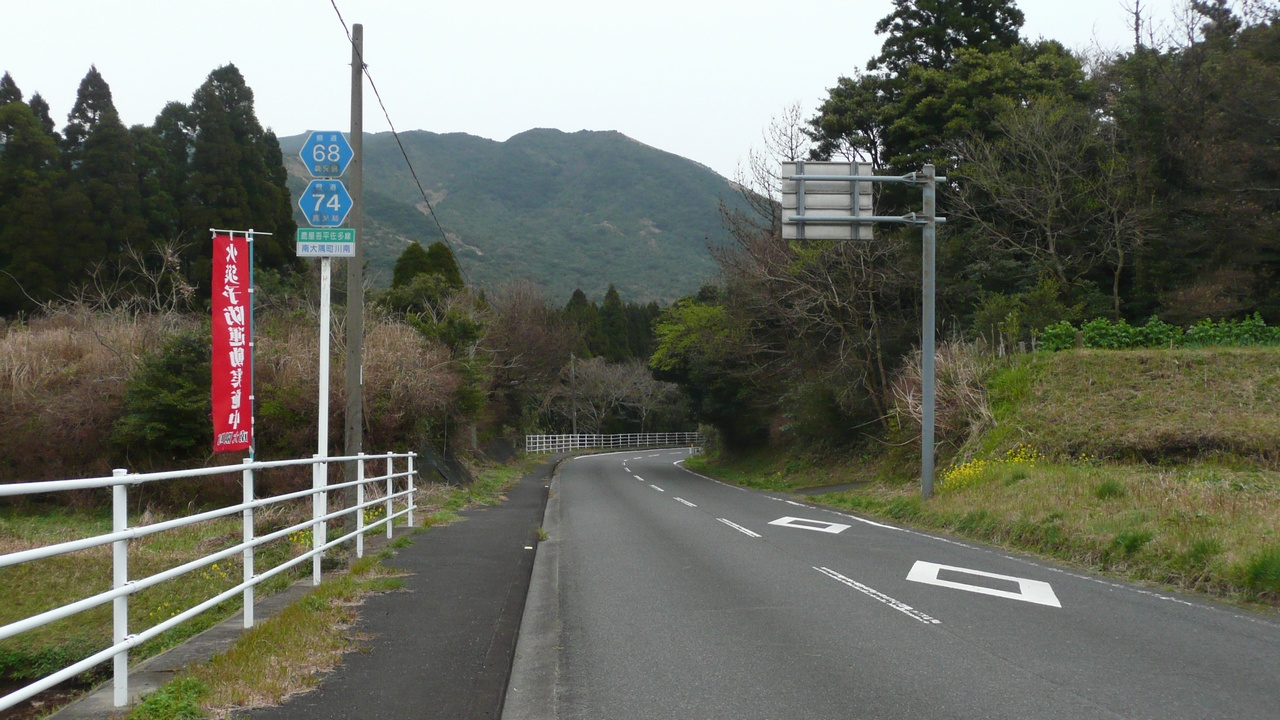
肝属郡南大隅町佐多伊座敷川南（鹿児島県道74号内之浦佐多線との重複区間）
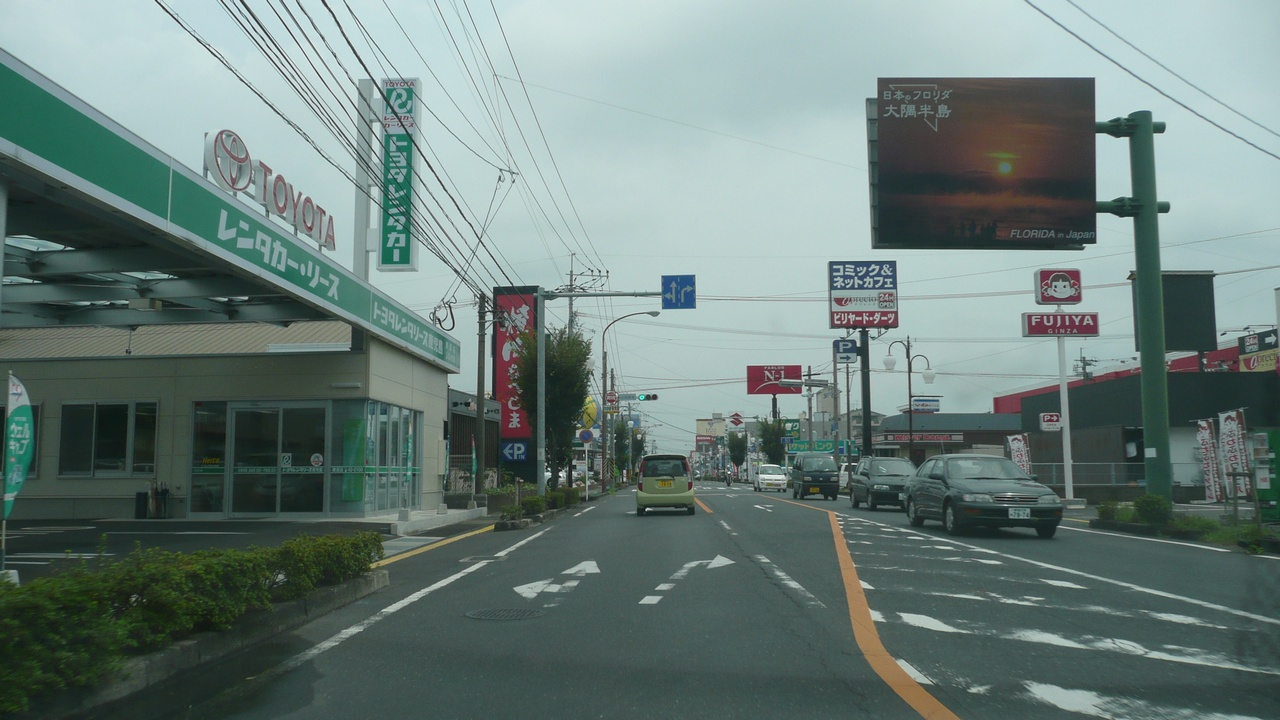
鹿屋市寿（国道220号旧道）